# Єгорівка (Кам'янський район)
Єго́рівка — село в Україні, у Криничанській селищній громаді Кам'янського району Дніпропетровської області.
Населення — 114 мешканців.

## Географія
Село Єгорівка знаходиться за 1 км від лівого берега річки Грушівка, вище за течією на відстані 2 км розташоване село Березнуватівка, нижче за течією на відстані 4 км розташоване село Грушівка, на протилежному березі — село Межове Дніпровського району. На відстані 0,5 км розташоване село Володимирівка.

## Населення

### Мова
Розподіл населення за рідною мовою за даними перепису 2001 року:
| Мова            | Відсоток |
| --------------- | -------- |
| українська      | 95,6 %   |
| російська       | 3,5 %    |
| інші/не вказали | 0,9 %    |